# 丹奈
丹奈（850年—904年），旧译丹尼，一譯坦內。緬甸蒲甘王朝君主，他於876年至904年間在位。
丹奈是一位癡迷于馬的國王，也很精通馬術，常常不分晝夜的到馬廄看馬。 但由於其對馬匹飼養的苛刻要求導致馬夫色雷鄂奎不滿，於是在一次夜間看馬時，色雷鄂奎趁其不備將丹奈王推進了馬坑中，最終丹奈王被溺死在馬坑中。